# Afroxyrrhepes brevifurca
Afroxyrrhepes brevifurca är en insektsart som beskrevs av Boris Petrovich Uvarov 1943. Afroxyrrhepes brevifurca ingår i släktet Afroxyrrhepes och familjen gräshoppor. Inga underarter finns listade i Catalogue of Life.